# Shannonomyia ovaliformis
Shannonomyia ovaliformis är en tvåvingeart som beskrevs av Alexander 1946. Shannonomyia ovaliformis ingår i släktet Shannonomyia och familjen småharkrankar. Inga underarter finns listade i Catalogue of Life.